# Hochlandkärpflinge
Die Hochland- oder Zwischenkärpflinge (Goodeidae) sind eine Familie kleiner Süßwasserfische aus der Ordnung der Zahnkärpflinge (Cyprinodontiformes). Die zu Ehren des US-amerikanischen Ichthyologen George Brown Goode benannte Familie umfasst 45 Arten.

## Übersicht
Hochlandkärpflinge leben nur in Mexiko, vor allem im kühlen Hochland, und in Nevada. Sie kommen in schlammigen Tümpeln vor, ebenso in klaren, schnell fließenden Flüssen. Die meisten Wohngewässer sind steinig, mit wenig Pflanzenwuchs, trocknen in der Trockenzeit fast aus und verwandeln sich in der Regenzeit in reißende Flüsse. Die Unterschiede zwischen den Geschlechtern sind bei den Hochlandkärpflingen wenig ausgeprägt.

## Merkmale
Die Unterfamilie Empetrichthyinae wurde früher der großen, polyphyletischen Familie Cyprinodontidae zugeordnet. Den Arten der Empetrichthyinae fehlen Bauchflossen und Beckengürtel. Die Epibranchiale ist Y-förmig. Die Rückenflosse weist einen rudimentären Stachelstrahl und elf Weichstrahlen auf, die Brustflossen 16 bis 17 Flossenstrahlen. Ein aus der Afterflosse gebildetes Begattungsorgan fehlt, die Afterflosse ist normal ausgebildet. Die Anzahl der Wirbel liegt bei 28 oder 31, die Anzahl der Schuppen entlang der Seitenlinie bei 26 bis 30. Sie werden fünf bis sechs Zentimeter lang. Die Empetrichthyinae kommen ausschließlich im südlichen Nevada vor.
Die Arten der Unterfamilie Goodeinae können langgestreckt oder hochrückig sein. Die Maximallänge liegt bei 20 Zentimeter. Bauchflossen und Beckengürtel sind vorhanden. Die Rückenflosse weist einen rudimentären Stachelstrahl und 14 bis 15 Weichstrahlen auf, die Brustflossen 15 bis 16 Flossenstrahlen. Die Anzahl der Wirbel liegt bei 37, die Anzahl der Schuppen entlang der Seitenlinie bei 30 bis 35. Manche Arten sind überwiegend Fleischfresser: an der Wasseroberfläche erbeuten sie kleine Insekten oder Mückenlarven. Andere Arten ernähren sich überwiegend von Algen oder den Blattspitzen von Wasserpflanzen. Es gibt auch Planktonfresser. Die Goodeinae kommen in Zentralmexiko, vor allem im Einzugsgebiet des Río Lerma vor.

## Fortpflanzung
Die Befruchtung erfolgt bei den Arten der Unterfamilie Empetrichthyinae extern, die Fische sind ovipar. Die Unterfamilie Goodeinae ist vivipar, wie die Lebendgebärenden Zahnkarpfen (Poeciliinae). Zur inneren Befruchtung sind bei den Männchen die sechs bis acht vorn liegenden, kurzen und sehr eng zusammen liegenden Flossenstrahlen der Afterflosse durch eine Einbuchtung von der übrigen Afterflosse getrennt und zu einem Andropodium genannten Begattungsorgan umgebildet. Das Andropodium kann nicht nach vorn geklappt werden, wie das Gonopodium der Lebendgebärenden Zahnkarpfen. Die Ovarien sind teilweise zu einem einzigen, mittigen Organ zusammengewachsen, in dem sich die Entwicklung der Jungen vollzieht. Im Unterschied zu den Lebendgebärenden Zahnkarpfen ist für jeden Wurf eine neue Begattung nötig. Eine Speicherung der Spermien findet nicht statt. Da die kleinen Eier aber dotterarm sind, ist eine Ernährung durch den mütterlichen Organismus notwendig. Dazu weisen die Embryos sogenannte Trophotaenien (eine Art Nabelschnüre) auf, bandartige Verlängerungen des Analbereichs, die mit Falten in der Eierstockwand verbunden sind und durch die sie ernährt werden und der Gasaustausch vonstattengeht. Die Jungfische werden ohne Eihülle geboren, es handelt sich also um eine echte Viviparie. Die Trophotaenien sind auch bei neugeborenen Jungfischen noch sichtbar.

## Systematik und Arten
Die Familie Goodeidae umfasst zwei Unterfamilien mit 19 Gattungen und 43 Arten:
- Unterfamilie Empetrichthyinae Jordan, Evermann & Clark, 1930

- Gattung Crenichthys Hubbs, 1932

- Crenichthys baileyi (Gilbert, 1893) (White-River-Quellkärpfling)

- Crenichthys baileyi albivallis Williams & Wilde, 1981
- Crenichthys baileyi baileyi (Gilbert, 1893)
- Crenichthys baileyi grandis Williams & Wilde, 1981
- Crenichthys baileyi moapae Williams & Wilde, 1981

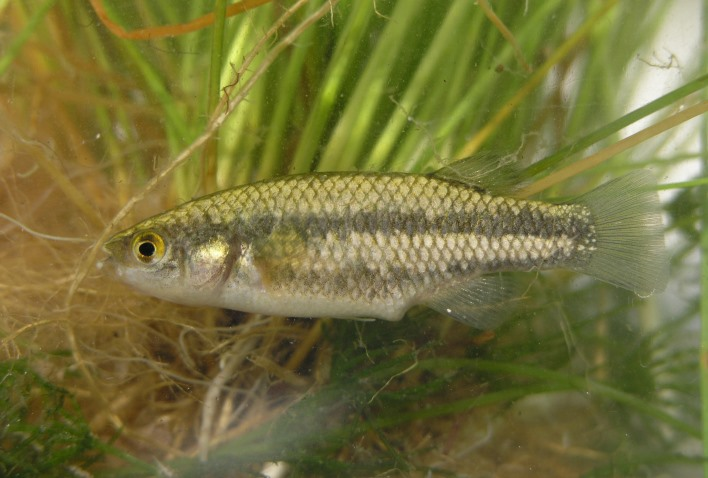
Crenichthys baileyi moapae

- Crenichthys baileyi thermophilus Williams & Wilde, 1981

- Crenichthys nevadae Hubbs, 1932 (Nevada-Quellkärpfling)

- Gattung Empetrichthys Gilbert, 1893

- Empetrichthys latos Miller, 1948

- Empetrichthys latos concavus Miller, 1948
- Empetrichthys latos latos Miller, 1948
- Empetrichthys latos pahrump Miller, 1948

- Empetrichthys merriami Gilbert, 1893 (Ash-Meadows-Killifisch)

- Unterfamilie Goodeinae Jordan & Gilbert, 1883
  - Tribus Goodeini Jordan & Gilbert, 1883
    - Gattung Goodea Jordan, 1880

- Goodea atripinnis Jordan, 1880 (Schwarzflossen-Hochlandkärpfling)

Synonyme: G. calientis (Jordan & Snyder, 1899); G. gracilis Hubbs & Turner, 1939; G. luitpoldii (Steindachner, 1894); G. martini de Buen, 1946; G. xalisconis (Jordan & Snyder, 1899)
- Tribus Ataeniobiini Hubbs & Turner, 1939

- Gattung Ataeniobius Hubbs & Turner, 1939

- Ataeniobius toweri (Meek, 1904) (Towers Hochlandkärpfling)

- Tribus Zoogoneticini Hubbs, 1924

- Gattung Alloophorus Hubbs & Turner, 1939

- Alloophorus robustus (Bean, 1892) (Bulldoggen-Hochlandkärpfling)

Synonym: Alloophorus maculatus (Regan, 1904)
- Gattung Ameca Miller & Fitzsimons, 1971

- Ameca splendens Miller & Fitzsimons, 1971 (Ameca-Kärpfling)

- Gattung Chapalichthys Meek, 1902

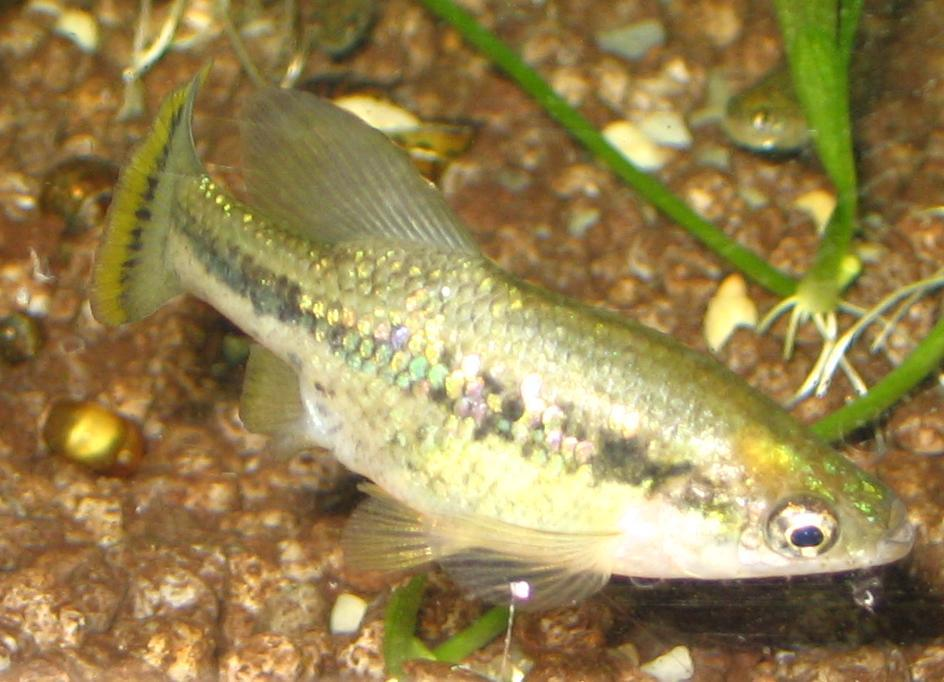
Ameca-Kärpfling (Ameca splendens)

- Chapalichthys encaustus (Jordan & Snyder, 1899) (Forellen-Kärpfling)
- Chapalichthys pardalis Álvarez, 1963 (Panther-Kärpfling)

Synonym: C. peraticus Álvarez, 1963
- Gattung Xenoophorus Hubbs & Turner, 1939

- Xenoophorus captivus (Hubbs, 1924) (Ritterkärpfling)

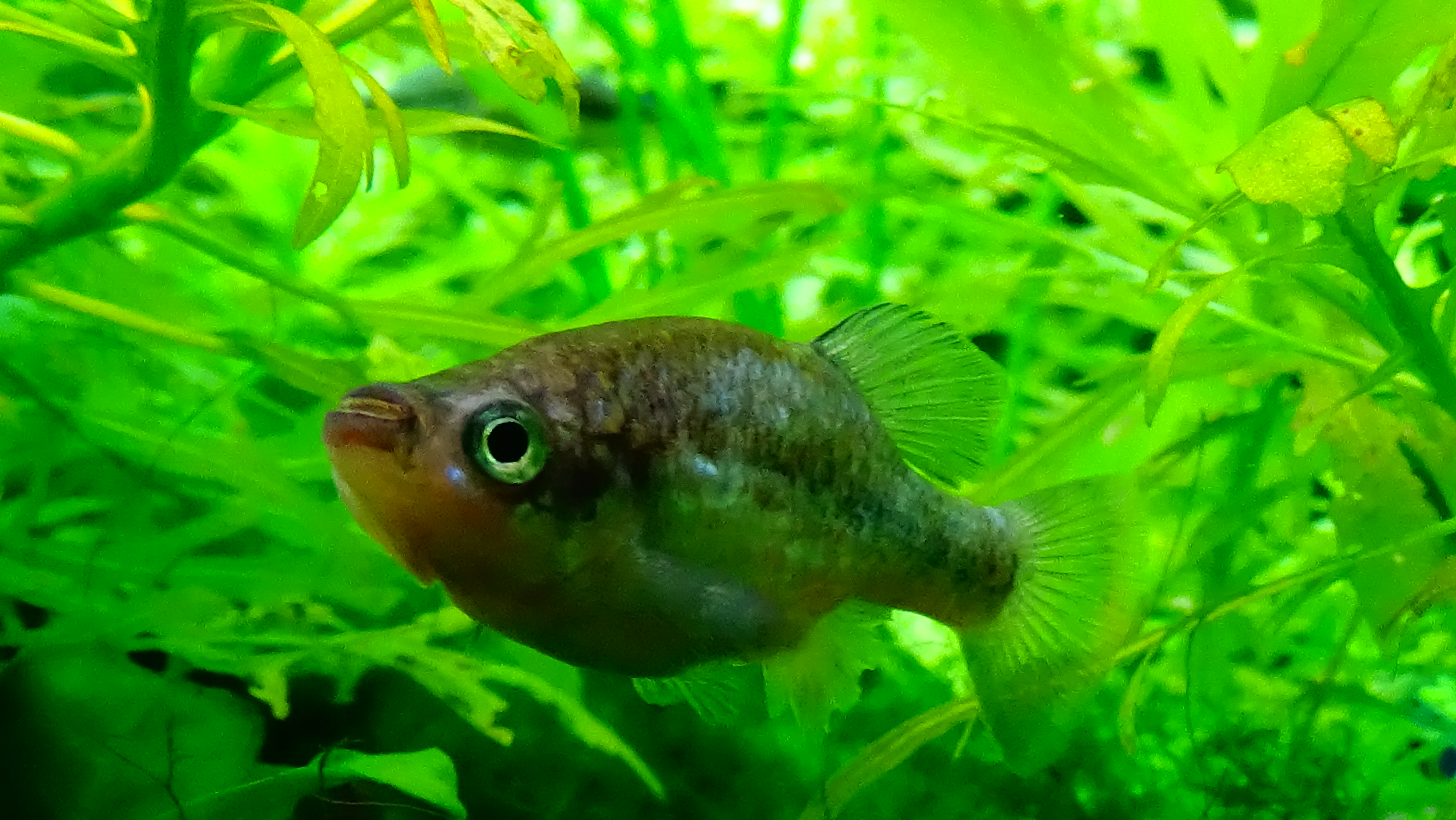
Xenoophorus captivus

Synonyme: X. erro Hubbs & Turner, 1939; X. exsul Hubbs & Turner, 1939
- Gattung Xenotoca Hubbs & Turner, 1939

- Xenotoca variata Bean, 1887 (Veränderlicher Hochlandkärpfling)

Synonym: X. ferruginea (Bean, 1887)
- Gattung ‘Xenotoca’

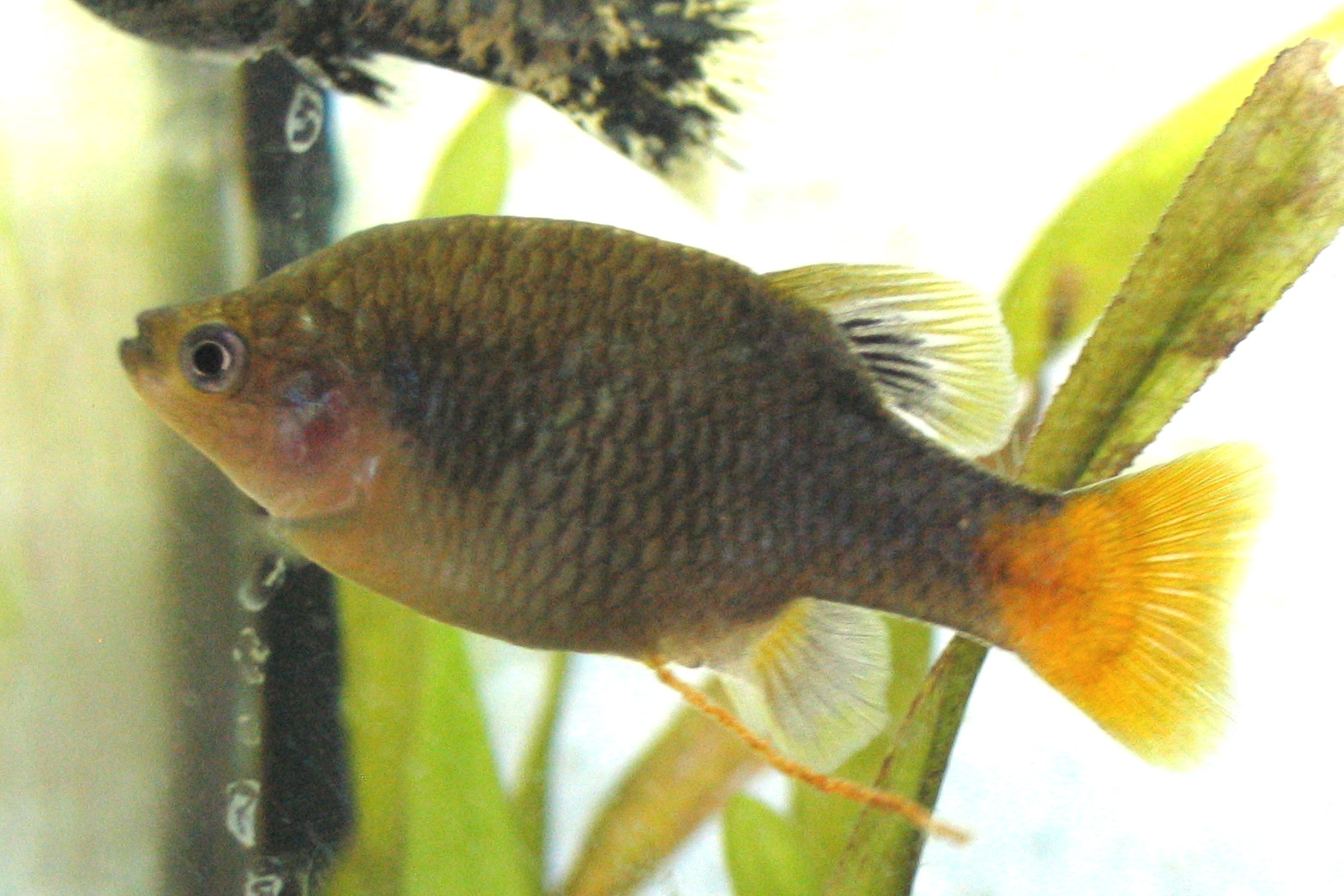
‘Xenotoca’ eiseni

- ‘Xenotoca’ doadrioi Domínguez-Domínguez, Bernal-Zuñiga & Piller, 2016

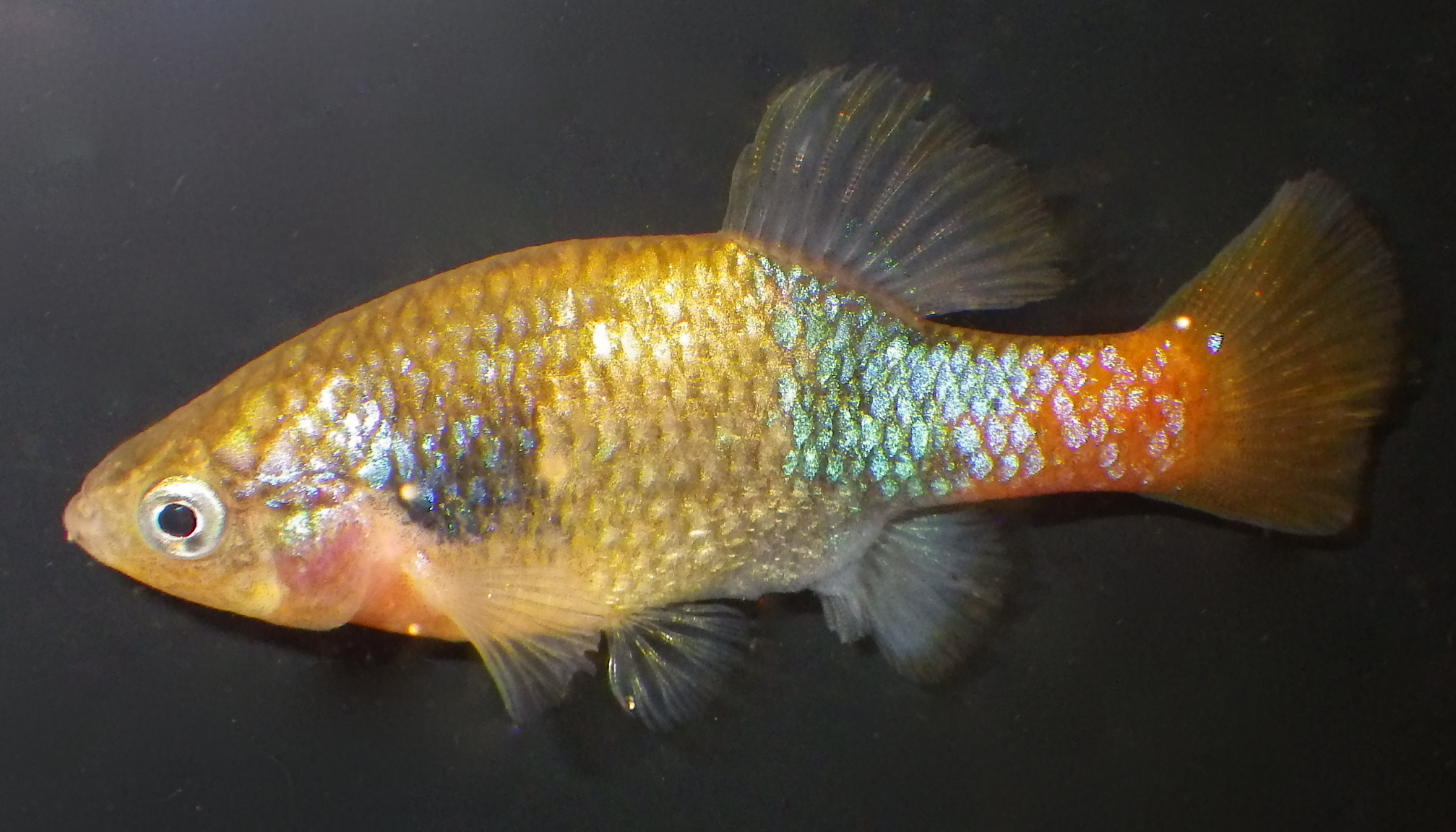
‘Xenotoca’ doadrioi

- ‘Xenotoca’ eiseni (Rutter, 1896) (Banderolenkärpfling)
- ‘Xenotoca’ lyonsi Domínguez-Domínguez, Bernal-Zuñiga & Piller, 2016
- ‘Xenotoca’ melanosoma Fitzsimons, 1972 (Dunkler Hochlandkärpfling)

- Gattung Zoogoneticus Meek, 1902

- Zoogoneticus purhepechus Domínguez-Domínguez, Pérez-Rodríguez & Doadrio, 2008
- Zoogoneticus quitzeoensis (Bean, 1898) (Cuitzeo-Kärpfling)
- Zoogoneticus tequila Webb & Miller, 1998 (Tequila-Kärpfling)

- Tribus Characodontini Regan, 1907

- Gattung Characodon Günther, 1866

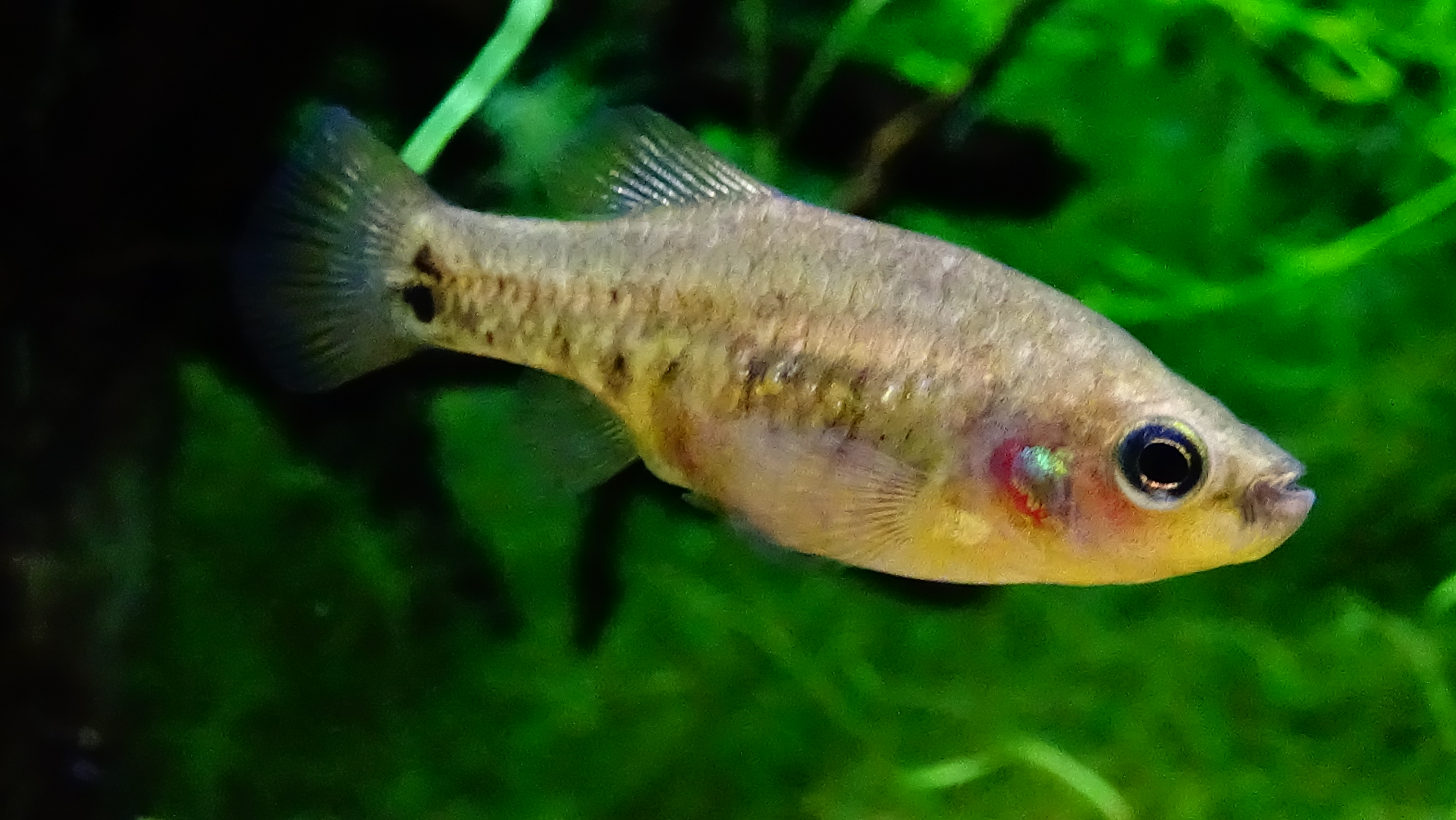
Zoogoneticus tequila

- Characodon lateralis Günther, 1866 (Regenbogenkärpfling)

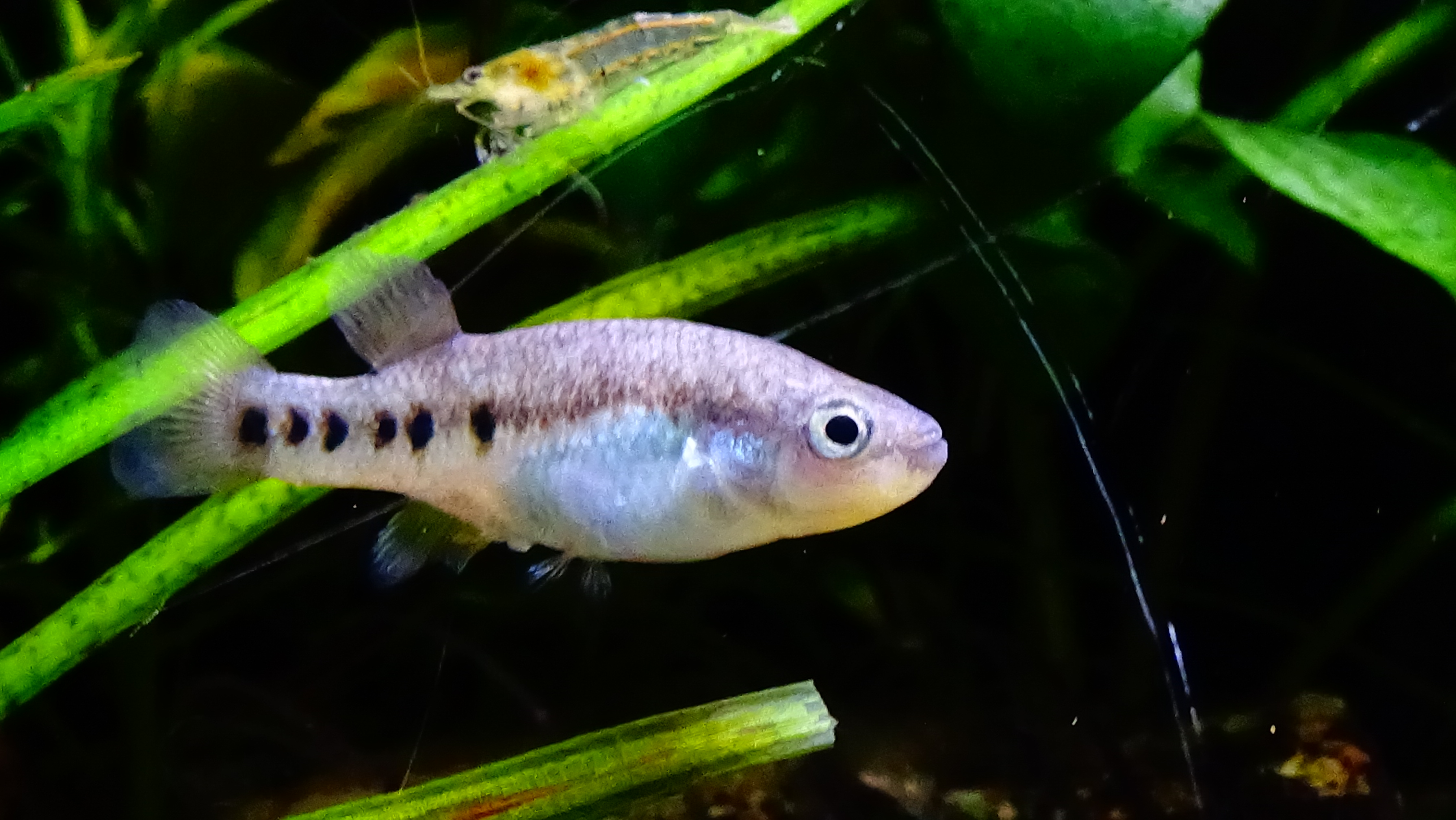
Characodon lateralis

Synonyme: C. audax Smith & Miller, 1986; C. garmani Jordan & Evermann, 1898 – Meist wird C. garmani noch als gültige Art betrachtet, weil die Typlokalität mit „Parras“ angegeben ist und somit weit entfernt vom bekannten Verbreitungsgebiet bei Victoria de Durango liegen würde. Diese Angabe ist allerdings höchstwahrscheinlich fehlerhaft.
- Unbenannter Tribus

- Gattung Allotoca Hubbs & Turner, 1939

- Untergattung Allotoca s.s. Hubbs & Turner, 1939

- Allotoca catarinae (de Buen, 1942)
- Allotoca diazi (Meek, 1902) (Diaz Hochlandkärpfling)

Synonym: A. miniatus (Meek, 1902)
- Allotoca dugesii (Bean, 1887) (Stahlblauer Kärpfling)

Synonym: A. vivipara de Buen, 1940
- Allotoca goslinei Smith & Miller, 1987 (Goslines Hochlandkärpfling)
- Allotoca maculata Smith & Miller, 1980 (Gefleckter Kärpfling)
- Allotoca meeki (Álvarez, 1959)
- Allotoca zacapuensis Meyer, Radda & Domínguez-Domínguez, 2001

- Untergattung Neoophorus Hubbs & Turner, 1939

- Allotoca regalis (Álvarez, 1959)

- Gattung Hubbsina de Buen, 1940

- Hubbsina ireneae (Radda & Meyer, 2003)
- Hubbsina turneri de Buen, 1940 (Turners Hochlandkärpfling)

- Tribus Girardinichthyini Hubbs & Turner, 1939

- Gattung Girardinichthys Bleeker, 1860

- Girardinichthys multiradiatus (Meek, 1904) (Gelber Hochlandkärpfling)

Synonym: G. limnurgus (Jordan & Evermann, 1927)
- Girardinichthys viviparus (Bustamante, 1837) (Amarillo-Kärpfling)

Synonyme: G. geddesi (Regan, 1904); G. innominatus Bleeker, 1860; G. variegatus (Günther, 1866)
- Gattung Neotoca Hubbs & Turner, 1939

- Neotoca bilineata (Bean, 1887) (Zweilinien-Kärpfling)

- Gattung Skiffia Meek, 1902

- Skiffia francesae Kingston, 1978 (Frances Hochlandkärpfling)
- Skiffia lermae Meek, 1902 (Lerma-Hochlandkärpfling)

Synonym: S. variegata Meek, 1902
- Skiffia multipunctata (Pellegrin, 1901) (Vielpunkt-Hochlandkärpfling)

- Tribus Ilyodontini Doadrio & Domínguez-Domínguez, 2004

- Gattung Allodontichthys Hubbs & Turner, 1939

- Allodontichthys hubbsi Miller & Uyeno, 1980 (Hubbs Grundkärpfling)
- Allodontichthys polylepis Rauchenberger, 1988 (Vielschuppenkärpfling)
- Allodontichthys tamazulae Turner, 1946 (Tamazula-Kärpfling)
- Allodontichthys zonistius (Hubbs, 1932) (Colima-Kärpfling)

- Gattung Ilyodon Eigenmann, 1907

- Ilyodon furcidens (Jordan & Gilbert), 1882 (Colima-Kärpfling)

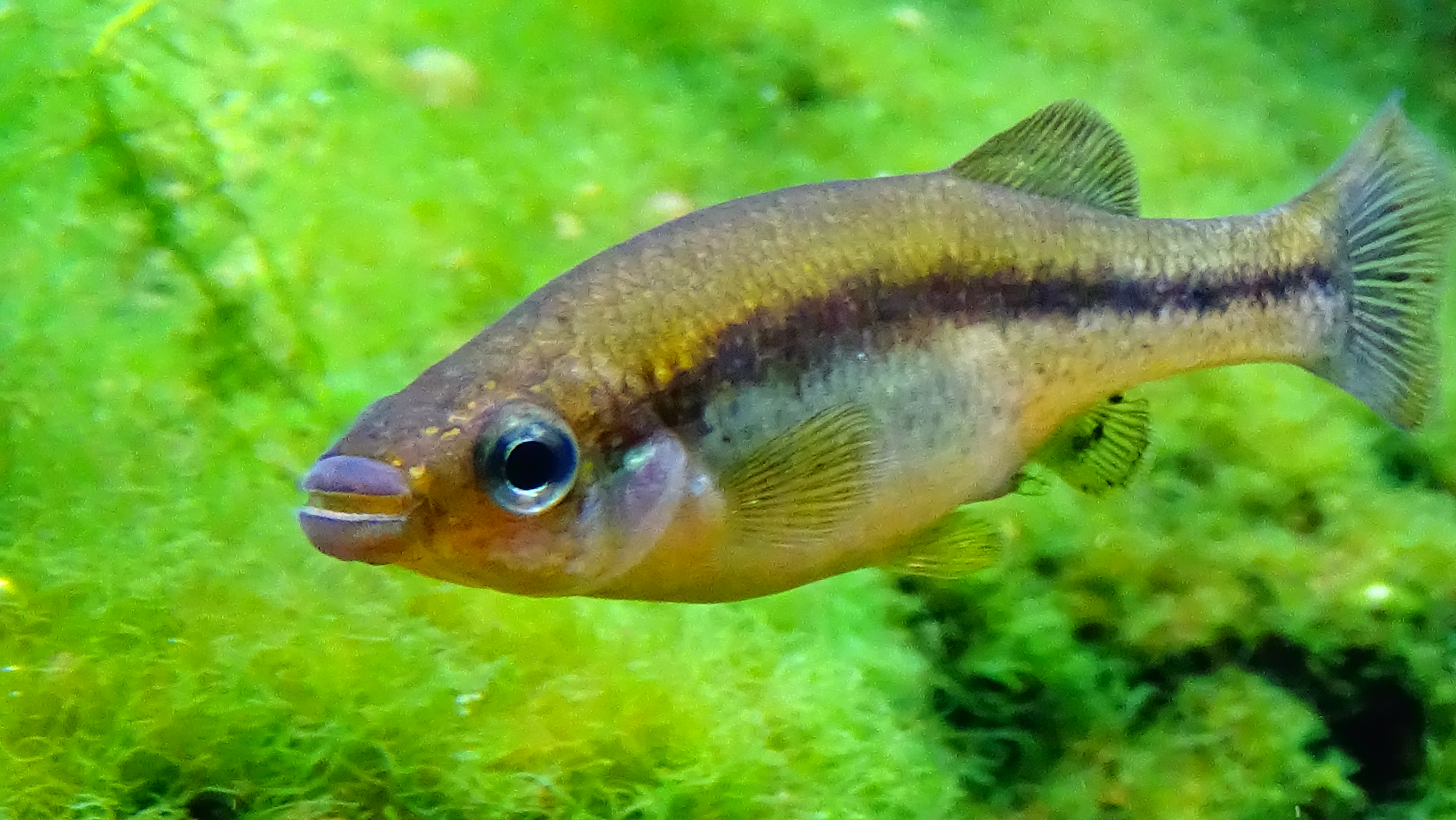
Ilyodon furcidens

Synonyme: I. paraguayense Eigenmann, 1907; I. xantusi (Hubbs & Turner, 1939)
- Ilyodon whitei (Meek, 1904)

Synonyme: I. cortesae Paulo-Maya & Trujillo-Jiménez, 2000; I. lennoni Meyer & Förster, 1983
- Gattung Xenotaenia Turner, 1946

- Xenotaenia resolanae Turner, 1946 (Resolana-Hochlandkärpfling)

## Aquaristik
Als Aquarienfische sind die Hochlandkärpflinge nicht sonderlich beliebt, da sie mit wenigen Ausnahmen keine ansprechenden Farben zeigen und häufig kühlere Temperaturen zum Wohlbefinden brauchen. Die farbenprächtigeren Ausnahmen sind z. B. Characodon lateralis oder Ameca splendens. Viele Arten sind in ihrer Existenz gefährdet. Zwei Arten gibt es nur noch im Aquarium (Ameca splendens
und Skiffia francesae), andere Arten kommen nur noch in Restbeständen vor. Die Erhaltungszuchten von Goodeiden werden von engagierten Aquarianern vorangetrieben.